# Свемирски брод Спокој
Свемирски брод Спокој (енгл. Serenity), такође познат под насловом Серенити: Битка за будућност, амерички је научнофантастични филм из 2005. године режисера и сценаристе Џоса Видона. Прича филма се наставља на и заокружује недовршену причу серије Свемирски брод Свитац, која је отказана након прве сезоне. Главне улоге у филму тумаче Нејтан Филион, Џина Торес, Алан Тјудик, Морена Бакарин, Адам Болдвин, Џул Стејт, Шон Мар, Самер Глау, Рон Глас и Чуетел Еџиофор.
Филм је премијерно приказан 22. августа 2005. у Единбургу, док је у америчким биоскопима објављен 30. септембра исте године. Добио је позитивне рецензије критичара, али није успео да оствари значајнији финансијски успех, зарадивши 40 милиона долара у односу на буџет од 39 милиона долара.

## Радња
У 26. веку, човечанство је колонизовало нови сунчев систем. Централне планете формирале су Алијансу и однеле победу у рату против спољашњих планета које су желеле да остану независне. Девојчица-геније, Ривер Тем, постаје жртва експеримената Алијансе — научници је ментално обликују да постане видовита смртоносна атентаторка, али је као тинејџерку спасава њен брат, др Сајмон Тем. Током обуке, Ривер је случајно прочитала мисли неколико високих владиних званичника и сазнала њихове тајне. Као одговор на то, Алијанса шаље тајног агента познатог само као Оперативац, са задатком да је врати.
Сајмон и Ривер налазе уточиште на транспортном свемирском броду Спокој, под командом капетана Малколма „Мала” Рејнолдса, са првом официрком Зои Вошберн, њеним мужем и пилотом Хобаном „Вошом” Вошберном, плаћеником Џејном Кобом и механичарком Кејли Фрај. Иако Сајмон протестује, Мал води Ривер са собом у пљачку банке. Током пљачке, Ривер упозорава све да долазе Риверси — дивљи канибалистички нападачи. Посада бежи, али Сајмон одлучује да он и Ривер напусте брод на следећој станици. Међутим, у том граду, сублиминална порука у ТВ реклами покреће Риверино ментално условљавање, и она напада госте у бару, па их Мал враћа на Спокој. Посада контактира повученог хакера, Господина Универзума, који открива да је порука дизајнирана да активира Ривер. Он примећује да је пре напада она прошапутала реч „Миранда” и упозорава да је још неко видео снимак.
Мал прима позив од куртизане Инаре Сере. Иако схвата да је у питању замка, он одлази да се суочи са Оперативцем, који обећава да ће их пустити ако му преда Ривер. Мал једва успева да побегне. Сазнаје се да је Миранда планета иза појаса свемира којим харају Риверси. Посада одлази на планету Хејвен, али је налази уништену, а њихов пријатељ свештеник Бук је смртно рањен. Оперативац обећава да ће убити сваког ко им помогне, док не добије Ривер.
Мал наређује да се Спокој преруши у брод Риверса и они непримећено путују до Миранде. Тамо налазе 30 милиона мртвих колониста и снимак који објашњава да је у атмосферу додата хемикалија ради сузбијања агресије. Већина становника постала је толико пасивна да су престали са свим активностима и умрли мирно. Мали проценат је имао супротну реакцију и постао насилно луд — тако су настали Риверси. Ово је тајна која се крила у Ривериној подсвести.
Господин Универзум пристаје да емитује снимак који су пронашли, али га Оперативац убија и припрема заседу. Знајући за то, посада изазива флоту Риверса да их прати до армаде Алијансине. Долази до жестоке битке, док Вош провлачи Спокој кроз унакрсну ватру. Успева да принудно слети код торња за емитовање, али га копље Риверса смртно пробада.
Осталима не преостаје ништа осим да пруже последњи отпор Риверсима, да би Мал добио време да емитује снимак. Посада се повлачи иза металних врата која не могу у потпуности да се затворе. Сајмон бива упуцан, а Ривер се баца кроз врата, добацује му медицински сет и затвара их пре него што је Риверси одвуку. Код предајника, Мал се бори с Оперативцем, побеђује га и приморава да гледа емитовање снимка. Враћа се осталима, а врата се отварају — Ривер је убила све Риверсе. Оперативац наређује трупама Алијансе да се повуку.
Оперативац обезбеђује медицинску помоћ и ресурсе за поправку Спокоја. Он саопштава Малколму да је емитовање ослабило Алијансу. Иако ће он покушати да убеди Парламент да су Сајмон и Ривер сада безопасни, упозорава га да потера можда неће престати — из освете што је истина изашла на видело. Спокој поново узлеће, са Ривер као новим пилотом.

## Улоге
| Глумац          | Улога                          |
| --------------- | ------------------------------ |
| Нејтан Филион   | капетан Малколм „Мал” Рејнолдс |
| Џина Торес      | Зои Вошберн                    |
| Алан Тјудик     | Хобан „Вош” Вошберн            |
| Морена Бакарин  | Инара Сера                     |
| Адам Болдвин    | Џејн Коб                       |
| Џул Стејт       | Кејвинет Ли „Кејли” Фрај       |
| Шон Мар         | др Сајмон Тем                  |
| Самер Глау      | Ривер Тем                      |
| Рон Глас        | свештеник Деријал Бук          |
| Чуетел Еџиофор  | Оперативац                     |
| Дејвид Крамхолц | Господин Универзум             |
| Мајкл Хичкок    | Др Матијас                     |
| Сара Полсон     | Др Керон                       |
| Јан Фелдман     | Минго                          |
| Рафаел Фелдман  | Фенти                          |